# Strzegom
Strzegom [ˈsʧɛgɔm] (deutsch Striegau) ist eine Stadt in der Stadt- und Landgemeinde Strzegom im Powiat Świdnicki der Woiwodschaft Niederschlesien in Polen.

## Geographische Lage

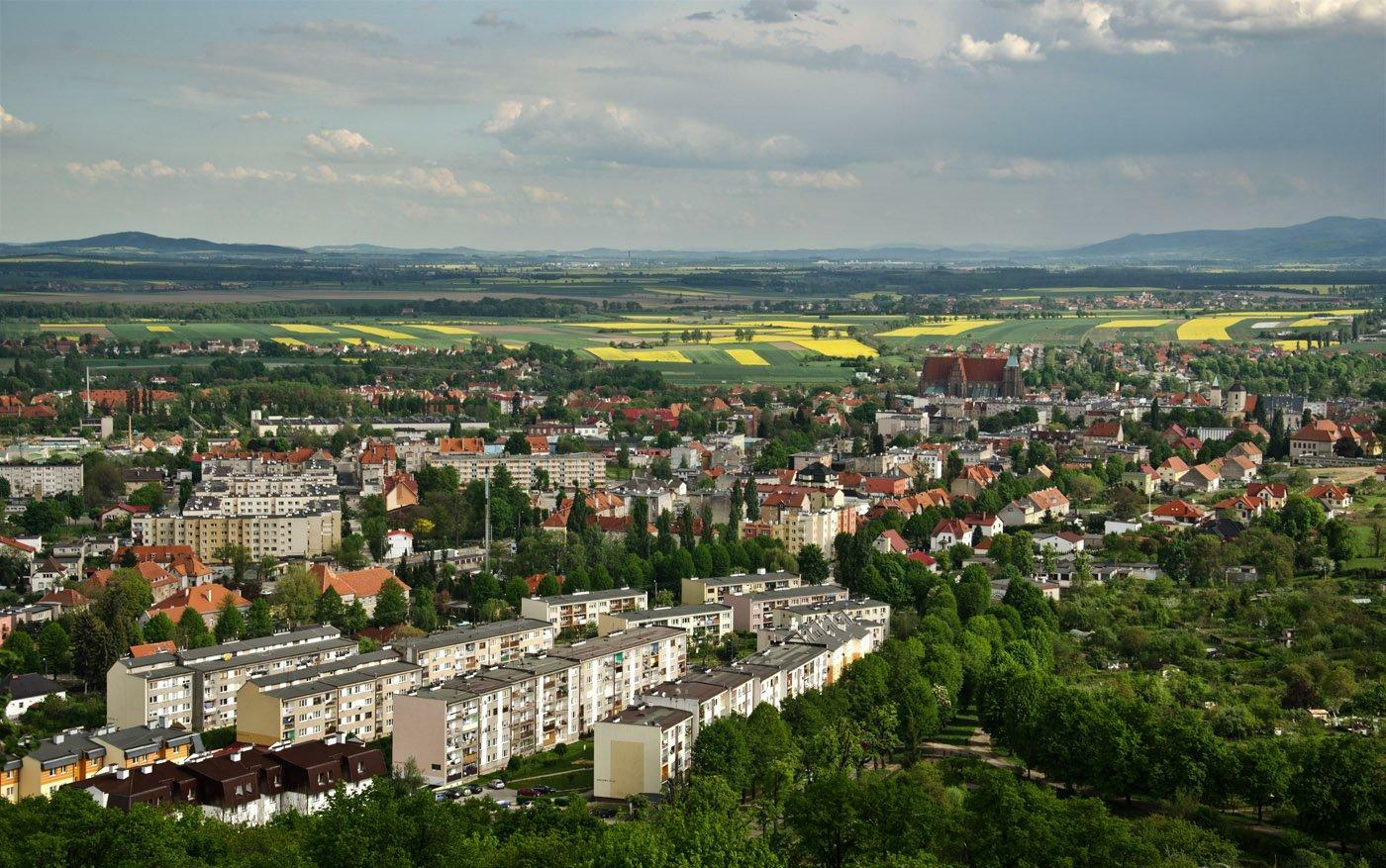
Panorama

Die Stadt liegt am Striegauer Wasser (Strzegomka), etwa 15 Kilometer nordwestlich von Świdnica (Schweidnitz) und 52 Kilometer südwestlich von Breslau.

## Geschichte

### Altes Reich

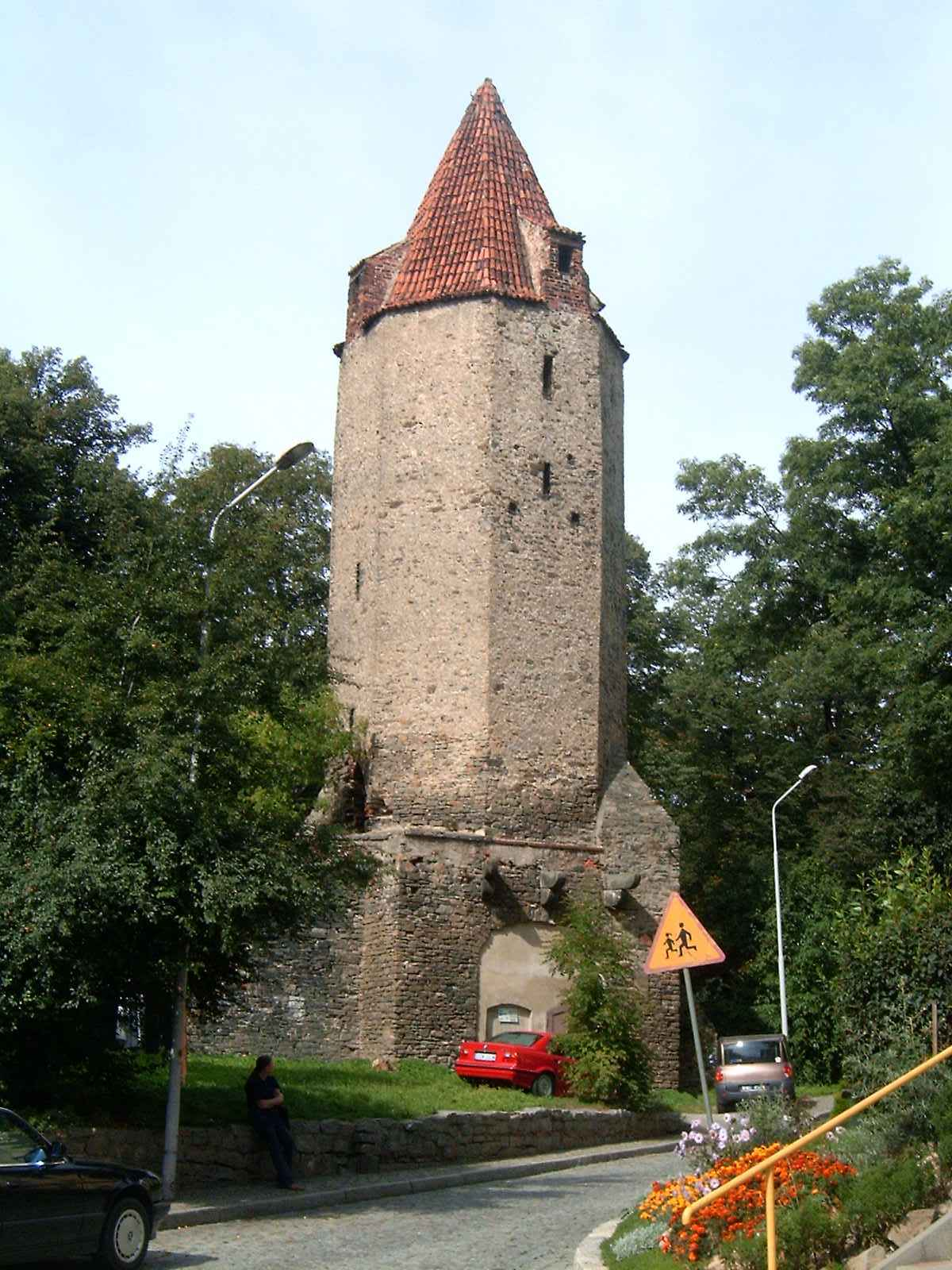
Schnabelturm, Relikt der mittelalterlichen Stadtbefestigung (brama Ptasia)

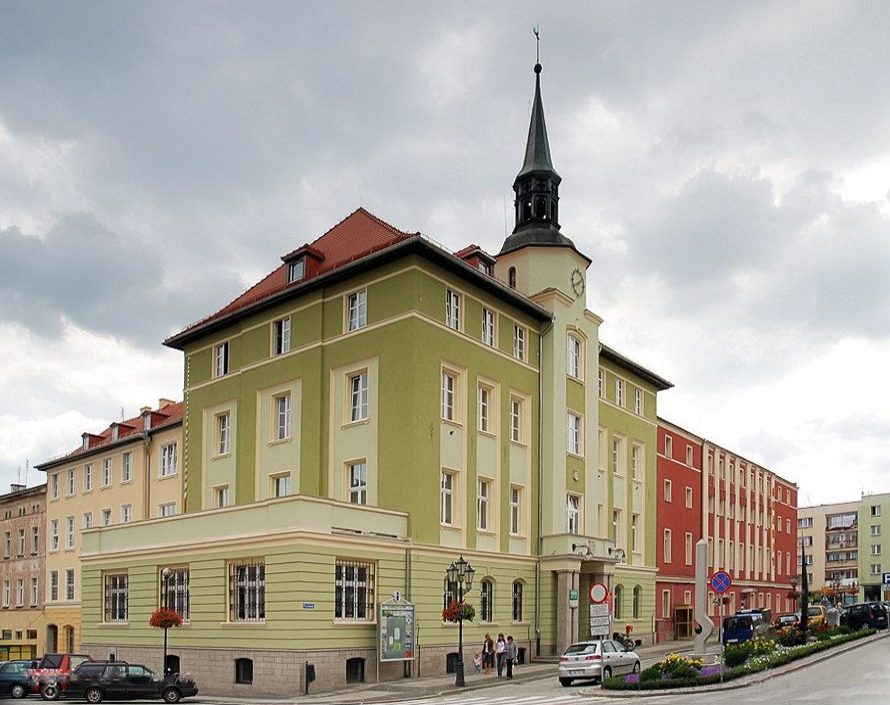
Rathaus

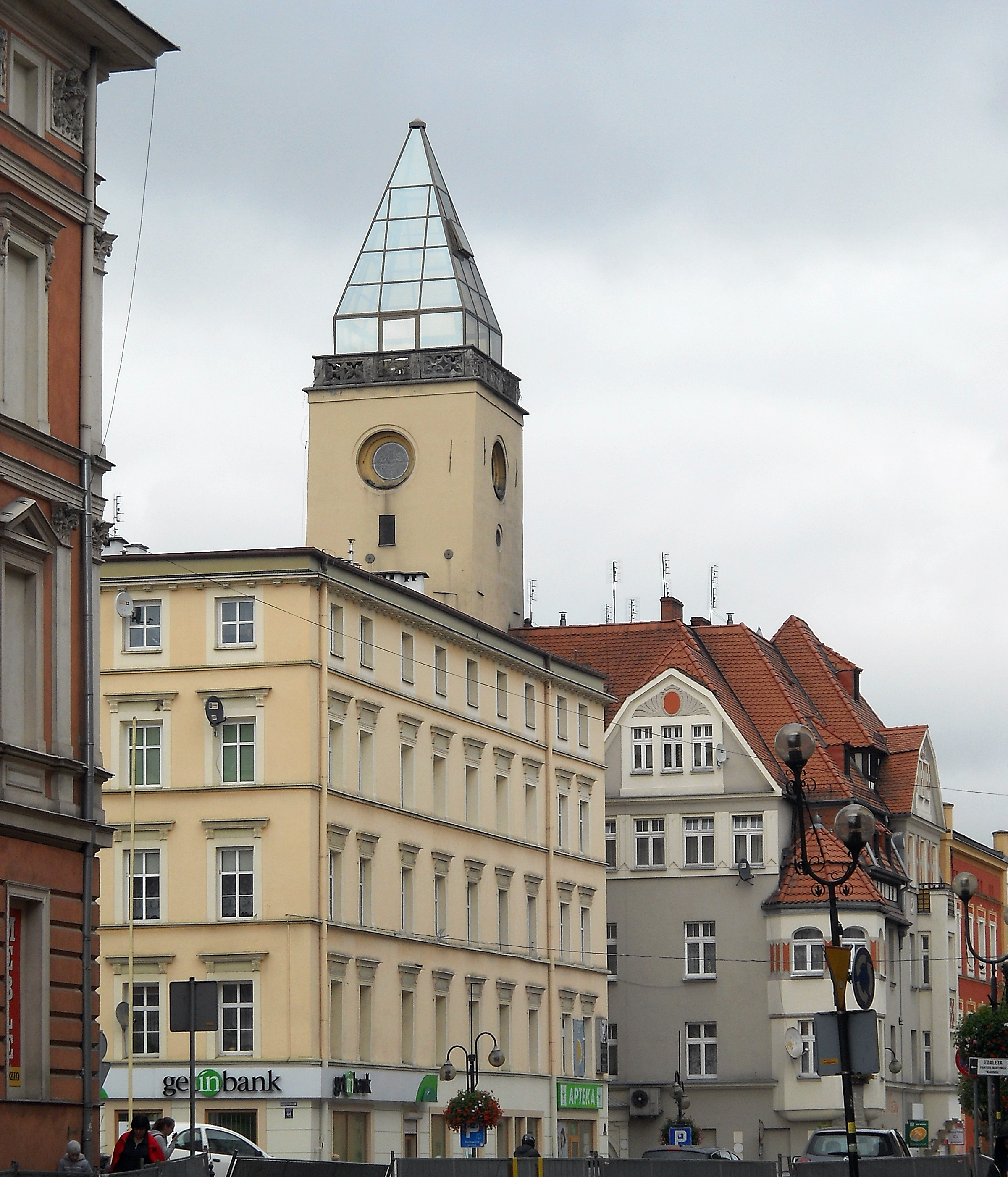
Striegauer Altstadt mit dem Marktturm

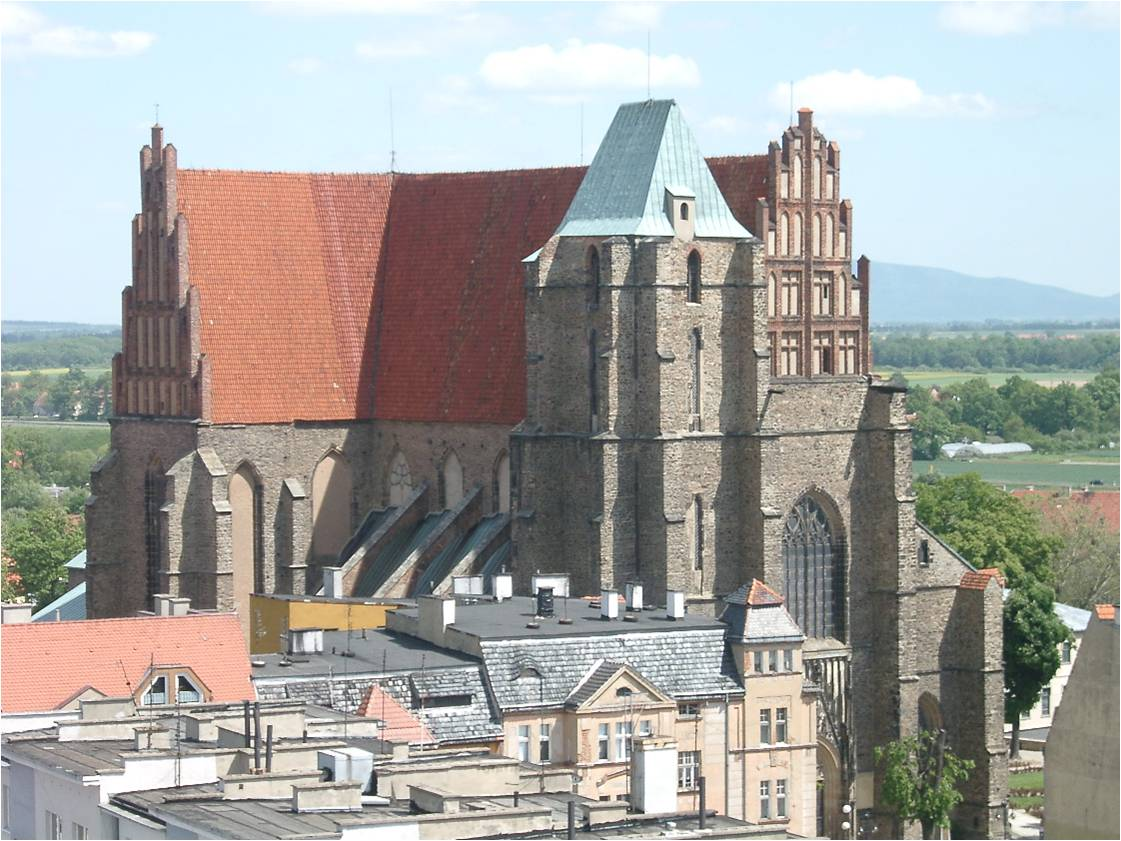
Basilika St. Peter und Paul, geweiht 1239

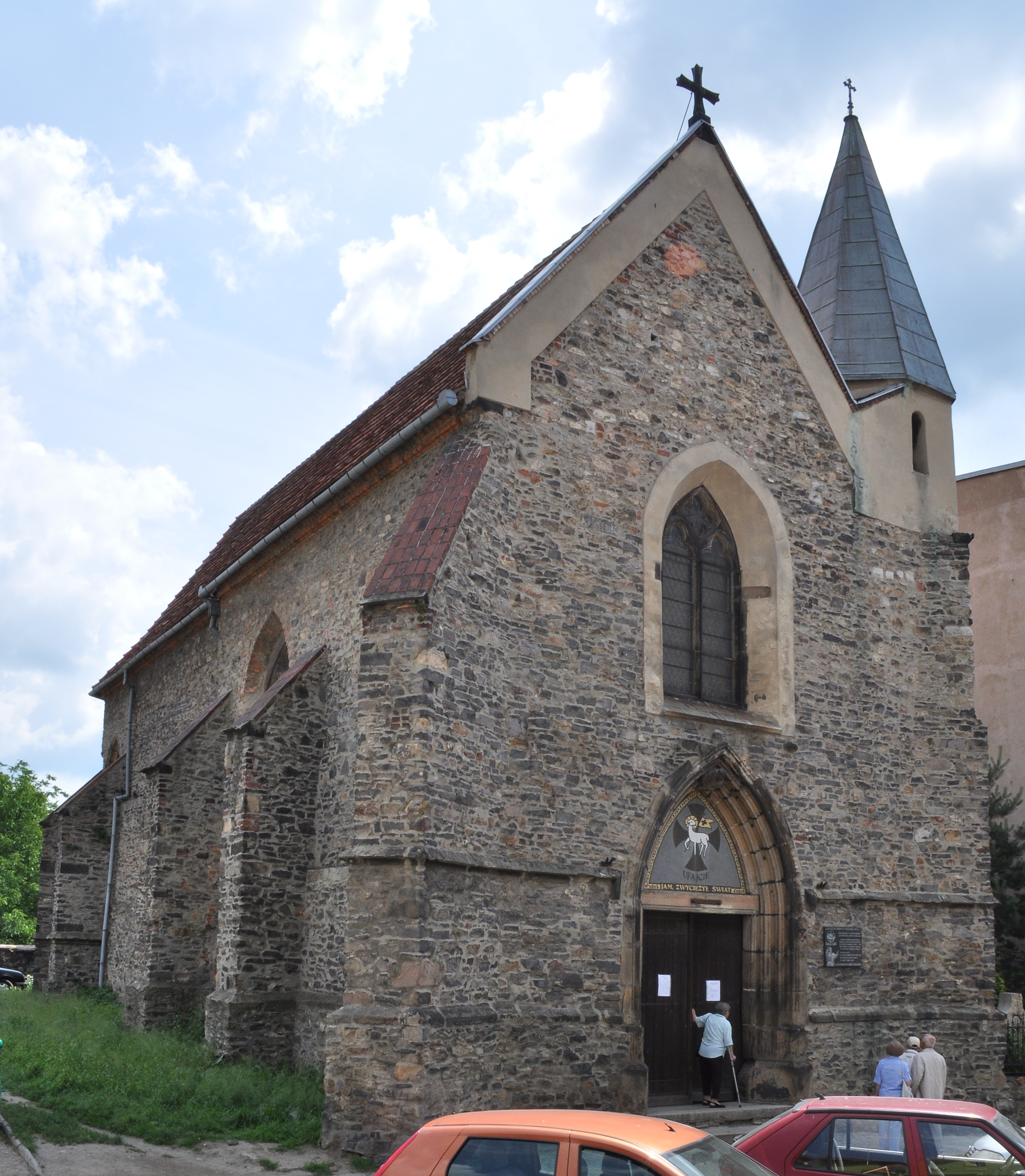
St.-Barbara-Kirche, mit Gebäudeteilen aus dem 14. Jahrhundert

Als Lehen des Herzogtums Schlesien war das Gebiet seit dem 11. Jahrhundert Teil des Alten Reiches. Während der Herrschaft des Herzogs Bolesław III. Schiefmund, einem Herrscher aus der Dynastie der Piasten, ist „Ztrigom“ eine Kastellanei und erscheint in einer Bulle des Papstes Hadrian IV. vom 23. April 1155, in welcher dieser die Besitzungen des Bistums Breslau bestätigt. Die Kastellanei muss früher als 1093 entstanden sein, so dass sie während der böhmischen Invasion von Schlesien unter Herzog Břetislav II. um 1093 eine wichtige Rolle in der Verteidigung des Landes spielte. Die Burg stand auf dem Streitberg nahe der heutigen Stadt. Mitte des 12. Jahrhunderts wurde die erste namentlich bekannte Kirche in Striegau, die Peterskirche, eingeweiht und um 1198 das erste Johanniterhospital in der Nähe der Peterskirche errichtet. 1203 schenkte Imbram, der Grundherr von Striegau, die Peterskirche dem Johanniterorden. Seitdem und bis 1810 hatten die Johanniter Kirchenpatronat in Striegau.
1239 wurde die spätere Stadtpfarrkirche Peter und Paul eingeweiht. Nach dem Tod des Grundherrn Peter, Sohn des Imbram, 1240 wurde das Gut Striegau als erledigtes Lehen von den Herzögen von Schlesien eingezogen. Um 1242 verlieh Herzogin Anna von Böhmen, Witwe Heinrichs II. des Frommen, Striegau das Stadtrecht. Im Auftrag der Herzogin wurde die Stadt vom Vogt Peregrinus verwaltet. Als Schlesien 1248 unter den Söhnen Heinrichs II. und Annas aufgeteilt wurde, fiel Striegau an das Herzogtum Liegnitz unter Herzog Boleslaw II. Um 1266 übernahm der Breslauer Herzog Heinrich III. Striegau. Da er im selben Jahr starb, wurde Striegau nun von seinem Bruder, dem Erzbischof Wladislaw von Schlesien, regiert und nach dessen Tode im Jahre 1270 vom Sohne Heinrichs III., Heinrich IV. 1272 nahm Heinrich IV. die Striegauer Johanniter unter seinen besonderen Schutz, ihr Stadtteil stand nun unter herzoglicher Jurisdiktion. Das Herzogtum Liegnitz wurde 1274 – noch zu Lebzeiten des Vaters Boleslaw II. – in die Teilherzogtümer Liegnitz unter Heinrich V. und Jauer unter Bolko I. geteilt. 1277 erhielt Herzog Boleslaw II. von Liegnitz Striegau und Neumarkt von Heinrich IV. Ein Jahr später starb er, Striegau blieb vorläufig bei Liegnitz. Als 1296 Herzog Heinrich V. starb, wurde sein Bruder Bolko I. zum Vormund der minderjährigen Neffen. Um die Herzogtümer Schweidnitz und Breslau vor böhmischen Einfällen zu schützen, errichtete er ein Befestigungssystem, in welchem das wehrhafte Striegau neben der Bolkoburg und der Schweinhausburg die Landstraße aus Böhmen, die über den Landeshuter Pass nach Breslau führt, zu bewachen hatte. Unter seiner Regierung wurde Striegau von einer Wehrmauer umgeben, die von den Johannitern erbaut wurde. Während dieser Zeit kamen auch die ersten deutschen Rittergeschlechter (vor allem aus der Mark Meißen) in die Striegauer Gegend und ließen sich dort nieder.
Bolko I. starb 1301 und wurde in der von ihm gestifteten Klosterkirche Grüssau bestattet. Bis 1307 wurde die Regierung im Namen der drei minderjährigen Söhne von seiner Witwe Beatrix von Brandenburg ausgeübt. Am 29. November 1307 gründete Herzogin Beatrix das Jungfrauenkloster zu Striegau und überließ es den Benediktinerinnen. 1315 teilten Heinrich I., Bernhard II. und Bolko II., Söhne Bolkos I., sein Land in drei Teilherzogtümer Schweidnitz, Jauer und Münsterberg. Striegau und Schweidnitz kamen an Bernhard II. Nachdem dieser 1326 gestorben war, wurde das Herzogtum Schweidnitz mit Striegau von seinen zwei Söhnen Heinrich und Bolko II. regiert. Der böhmische König Johann von Luxemburg zwang 1327–1329 die meisten schlesischen Herzöge, Vasallen der Krone Böhmen zu werden. Nur Schweidnitz-Jauer- und Münsterberg sowie Glogau blieben selbstständig. Nach dem Tod des letzten Breslauer Herzogs Heinrich VI. wurde das Herzogtum Breslau durch den vorher abgeschlossenen Vertrag von Trentschin, mit dem der polnische König feierlich auf jeden Anspruch Polens auf Schlesien verzichtete, an die Krone Böhmen über. 1336 huldigte Bolko II. Johann von Böhmen. Um gegen eine böhmische Übermacht gesichert zu sein, suchte Bolko II. Anlehnung an das Haus Habsburg und heiratete am 1. Juni 1338 in Striegau Agnes von Habsburg. Agnes erhielt Striegau und die Einkünfte aus dem Striegauer Lande auf Lebenszeit und führte ab nun den Titel Agneta Ducissa de Stregonia.
1346 starb Herzog Heinrich von Jauer, beide Fürstentümer wurden zum Herzogtum Schweidnitz-Jauer unter Bolko II. vereinigt. Im Erbverbrüderungsvertrag zwischen König Karl IV. und Bolko II. 1353 wurde geregelt, dass Bolkos Nichte Anna von Schweidnitz den späteren Kaiser heiratet und dass das Herzogtum Schweidnitz-Jauer im Falle der Kinderlosigkeit des herzoglichen Ehepaares Bolko und Agnes von Annas Nachkommen geerbt wird, jedoch mit lebenslangem Nutzungsrecht der Herzogin Agnes. 1368 starb Bolko II., ohne Nachkommen hinterlassen zu haben. Das Herzogtum Schweidnitz-Jauer fiel nun erbrechtlich an die Krone Böhmen und im selben Jahr huldigten die Stände des Herzogtums dem achtjährigen Sohne von Karl IV. und Anna, Wenzel IV. Allerdings stand Bolkos Witwe Agnes ein lebenslanger Nießbrauch des Herzogtums zu. 1375 belehnte sie Günzel von Seidlitz mit dem Striegauer Schloss. 1382 bis 1388 stiftete sie das Karmeliterkloster in Striegau. Wegen der hohen Belastung durch Steuern entstand 1387 ein Aufstand der Striegauer, Schweidnitzer und Löwenberger Bürger gegen Herzogin Agnes, die nach der Burg Kynast im Riesengebirge fliehen musste. 1391 schlug die Herzogin den Aufstand nieder. Am 2. Februar 1392 starb sie nach 24 Regierungsjahren, so dass König Wenzel nun sein Erbe, das Erbfürstentum Schweidnitz-Jauer, ohne Einschränkungen antreten konnte.

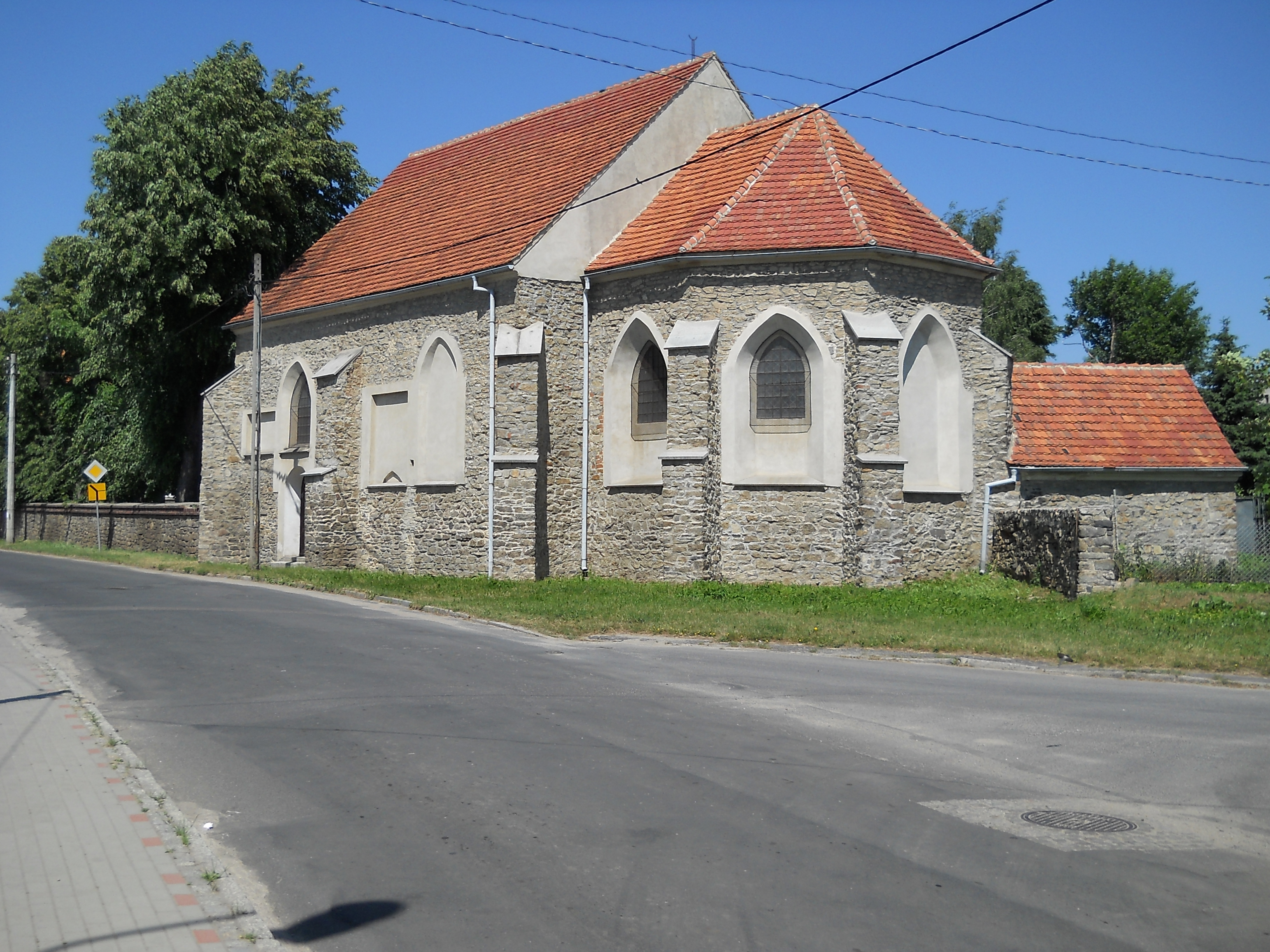
St.-Hedwigs-Kirche, erbaut in der zweiten Hälfte des 15. Jahrhunderts

1398 entstand ein Schutzbund der schlesischen Städte, Striegau sollte eine Kompanie von 25 Schützen aufstellen. Bei einem Judenpogrom am 8. März 1410 starben 73 Personen. 1428 wurde das Karmeliterkloster abgebrochen, weil befürchtet wurde, dass es bei einem Einfall der Hussiten diesen Schutz bieten könnte. Der böhmische Landesherr Kaiser Sigismund genehmigte schließlich 1430 den Bau eines neuen Karmeliterklosters innerhalb der Stadtmauern. Die etwa 100 Personen zählende Jüdische Gemeinde wurde 1454 aus Striegau vertrieben, ihre Synagoge in die St.-Barbara-Kirche umgewidmet. Eine große Überschwemmung am 8. August 1464 zerstörte die halbe Stadt, unter anderem ging das Lepra-Hospital in der Schweidnitzer Vorstadt zugrunde. 1475 wurde die Stadtmauer verstärkt und erhöht.
Der erste protestantische Gottesdienst fand 1525 in der Stadtpfarrkirche statt. Die ersten protestantischen Prediger in Striegau scheinen Anhänger des Caspar von Schwenckfeld, nicht des Martin Luther gewesen zu sein. 1526 gelangte die Krone Böhmen an die Habsburger, die nun in ihrer Eigenschaft als Könige von Böhmen Landesherrn von Schlesien waren. 1527 betrugen die Steuereinnahmen aus Striegau 41.256 Gulden. Während der Reformation übernahmen 1540 die Protestanten die Stadtpfarrkirche. Striegau hatte 1543 etwa 400 Bürger, die Hausbesitzer waren. Die Gesamtanzahl der Einwohner betrug etwa 3000 Personen.
1550 entdeckte der Striegauer Arzt Johannes Scultetus Trimontanus (Johann Schulz, gestorben 1604) in einer stillgelegten Goldgrube bei Striegau Heilerde (Siegelerde), die bald in ganz Europa als Allheilmittel berühmt und begehrt war (Terra sigillata Strigonensis). Die Siegelerde galt als Wundermittel gegen fast alle Gebrechen, besonders aber als Antidot bei Vergiftungen. Dies wurde sogar von mehreren deutschen Provinzfürsten in kontrollierten Studien an Tieren und Menschen überprüft, was als eine der ersten Klinischen Studien gilt. Der Vertrieb erfolgte zunächst durch den Bergmann Andreas Berthold (gest. 1610), später in der Regie des Striegauer Stadtrats, da das Gelände, auf dem die Heilerde gefunden worden war, Eigentum der Stadt war. Das diesbezügliche königlich-böhmische Privileg wurde jedes zehnte Jahr erneuert, zum letzten Mal im Jahre 1685. Die Heilerde brachte der Stadt beträchtliche Einkünfte. Von 1550 bis um 1629 war der Haupterwerbszweig der Einwohner die Leinenweberei; die „Striegsche Leinwand“ wurde bis nach Venedig und ans Schwarze Meer exportiert.
1626 stand ein Teil der Kaiserlichen Armee Wallensteins bis zum nächsten Jahr im Winterquartier bei und in Striegau. Die Gegenreformation wurde in Striegau 1629 gewaltsam durch die Liechtensteiner Dragoner durchgesetzt. Die Protestanten mussten alle Kirchen an den katholischen Klerus zurückgeben und sich nach dem Bau der Friedenskirchen in Jauer und Schweidnitz (um 1655) zu diesen Kirchen halten. 1632 nahmen die Protestanten vorübergehend Besitz von der Stadtpfarrkirche. Bei einer Cholera-Epidemie im August 1633 starben 675 Menschen. Ein Teil der schwedischen Truppen des Generals Torsten Stålhandske wurde 1640 in Striegau garnisoniert. Vom 6. April bis zum 3. Mai dieses Jahres wurde die Stadt von den Kaiserlichen belagert und nach der Einnahme drei Tage lang geplündert. 1686 wurde die erste (hölzerne) Wasserleitung konstruiert. Die erste Buchdruckerei in Striegau eröffnete 1711 der Drucker Johann Gottfried Weber aus Oels.

### Preußen und Napoleon

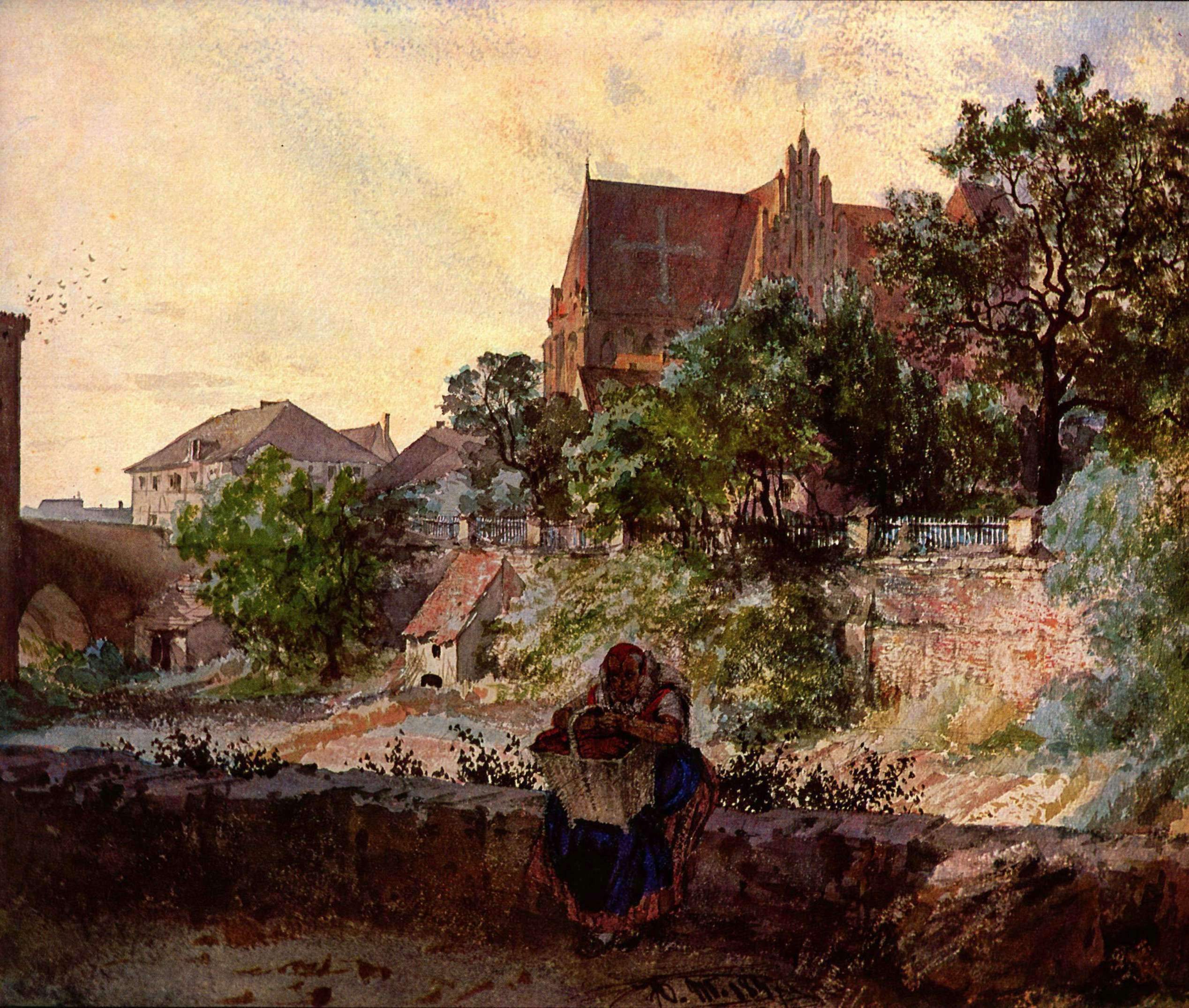
Peter-und-Pauls-Kirche in Striegau, Gemälde von Adolph Menzel, 1847

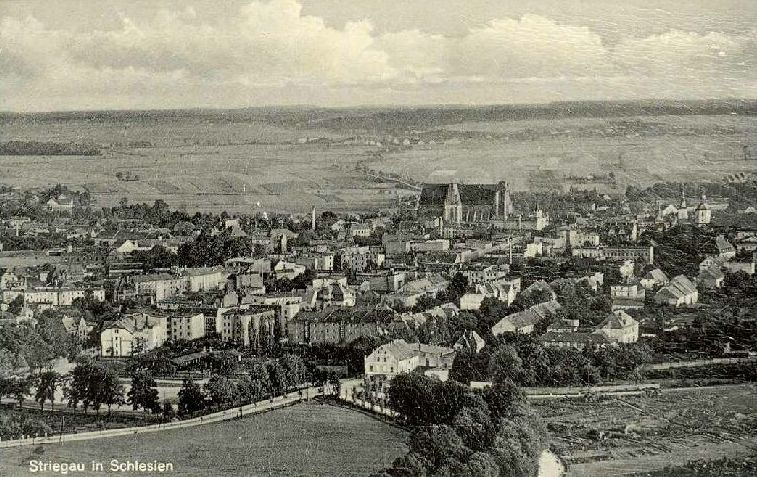
Striegau um 1930

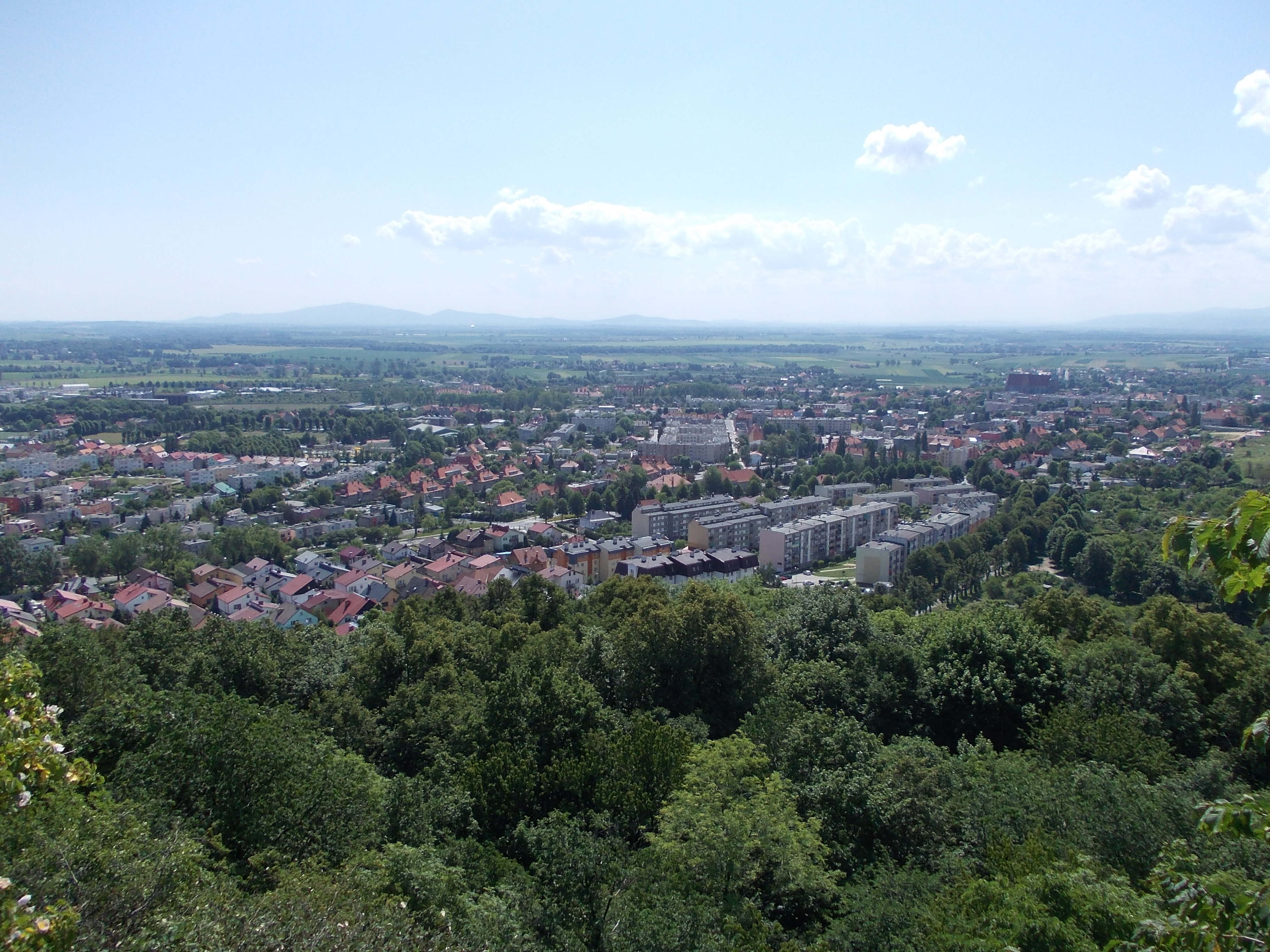
Blick über die Stadt, 2011

Nach dem Ersten Schlesischen Krieg fiel Striegau mit dem größten Teil Schlesiens an Preußen. Bereits am 10. Dezember 1741 ist im Striegauer Rathaus der erste öffentliche protestantische Gottesdienst abgehalten worden. 1742 wurde in Striegau das erste evangelische Bethaus errichtet. 1743 wurde Striegau zur Kreishauptstadt eines der 48 neugeschaffenen Kreise in Schlesien und bekam eine Kreissteuerkasse, ein Landrats-, ein Akzise-, ein Zoll- und ein Postamt. Im Siebenjährigen Krieg und während der Besatzung durch die Kaiserlichen und die Russischen Truppen 1760–1762 litt Striegau schwer. Am 4. Juni 1745 fand die Schlacht bei Hohenfriedeberg statt. 1788 zählte Striegau 1871 Einwohner.
Napoleons Truppen besetzten die Stadt am 23. Dezember 1806. Von 1806 bis 1809 zahlte die Stadt 100.000 Taler Kontribution. Nach der preußischen Verwaltungsreform fand in Striegau am 1. Februar 1809 die erste Bürgermeisterwahl statt. Während des Befreiungskrieges 1813 erlitten die Striegauer finanzielle Schäden in der Höhe von 12.895 Talern und mussten 5400 Offiziere und 92.400 Soldaten aus beiden Armeen ernähren. Im selben Jahr übernahm die evangelische Gemeinde die ehemalige Karmeliterkirche. 1840 waren in der Stadt 452 Handwerker tätig, vor allem Schuster und Gerber. Striegau erhielt 1856 eine Eisenbahnverbindung an der Strecke Liegnitz–Königszelt. Ab 1860 begann eine langsame Entwicklung der Industrie. Die Stadt hatte 61 kleine Fabriken, die 438 Personen beschäftigten. Produziert wurden Dampfkessel und -maschinen, Armaturen und landwirtschaftliche Maschinen. 1861 bekam Striegau eine Gasanstalt. In diesem Jahr zählte die Stadt 7592 Einwohner. 1873 gründeten Otto Süssmann und Conrad Walter (in Stanowitz) die Striegauer Porzellanfabrik. Die Fabrik firmierte 1875 als „Striegauer Porzellanfabrik Süssmann & Co.“ 1883 wurde die Striegauer Porzellanfabrik Süssmann, Walter & Comp. wurde umgeändert in „Striegauer Porzellanfabrik C. Walter & Comp.“ Für 1898 sind 33 Fabriken mit mechanischem Antrieb und 24 mit manueller Herstellung nachgewiesen, außerdem wurden in der Stadt und ihrer Umgebung fünf Steinbrüche betrieben. Damals hatte Striegau 12.626 Einwohner; die Einnahmen der Stadt betrugen 305.978 Mark und die Ausgaben 304.841 Mark. Haupterwerbszweig der Einwohner (bis heute) ist die Gewinnung von Granit.
Durch die preußische Verwaltungsreform wurde 1932 der Kreis Striegau aufgelöst, die Stadt kam zum Kreise Schweidnitz und verlor alle Kreisbehörden. In den Jahren des Nationalsozialismus befand sich seit 1940 in unmittelbarer Nähe der Stadt das Konzentrationslager Groß Rosen.
Im Jahr 1945 gehörte Striegau zum Landkreis Schweidnitz im Regierungsbezirk Breslau der preußischen Provinz Niederschlesien des Deutschen Reichs.

### Kriegsende und Polen
Gegen Ende des Zweiten Weltkriegs eroberte am 13. Februar 1945 die Rote Armee Striegau. Zahlreiche Plünderungen und Gewalttätigkeiten fanden statt. Am 11. März eroberte die Wehrmacht die Stadt noch einmal zurück. Dabei wurden 60 % der Häuser zerstört. Am 7. Mai marschierte die Rote Armee abermals ein. Nur etwa 7000 Deutsche befanden sich noch in der Stadt, die zum Sammellager von etwa 80.000 von den Nationalsozialisten verschleppten Zwangsarbeitern wurde.
Als Folge des Zweiten Weltkriegs fiel Striegau mit fast ganz Schlesien 1945 an Polen. Nachfolgend wurde es in Strzegom umbenannt. Die deutschen Einwohner wurden, soweit sie nicht schon vorher geflohen waren, vertrieben. Die neu angesiedelten Bewohner waren teilweise Zwangsumgesiedelte aus Ostpolen, das an die Sowjetunion gefallen war. 
Von 1975 bis 1998 gehörte Strzegom zur Woiwodschaft Wałbrzych (Waldenburg).

### Bevölkerungsentwicklung
| Jahr | Einwohner | Anmerkungen                                                                    |
| ---- | --------- | ------------------------------------------------------------------------------ |
| 1875 | 10.502    | [ 5 ]                                                                          |
| 1880 | 11.470    | [ 5 ]                                                                          |
| 1890 | 12.380    | davon 7.692 Evangelische, 4.575 Katholiken und 94 Juden                        |
| 1905 | 13.427    | davon 4.783 Katholiken und 100 Juden                                           |
| 1925 | 14.143    | davon 8.948 Evangelische, 4.202 Katholiken, sieben sonstige Christen, 94 Juden |
| 1933 | 14.565    | davon 8.721 Evangelische, 3.841 Katholiken, keine sonstigen Christen, 67 Juden |
| 1939 | 15.155    | davon 9.278 Evangelische, 4.034 Katholiken, 25 sonstige Christen, sechs Juden  |

### Stadtwappen
Das Stadtwappen von Striegau zeigt in Blau eine rote Mauer mit Zinnen und Tor, auf dessen beiden Seiten die Figuren der hl. Apostel Petrus (rechts) und Paulus (links) mit ihren Attributen weiß mit goldenen Gloriolen wachsen.

## Sehenswürdigkeiten
- Basilika St. Peter und Paul: Das Kirchengebäude zählt zu den größten und imposantesten Kirchengebäuden der Stadt und der Region. Sie zählt zu den größten Stadtkirchen Schlesiens. Die dreischiffige Kirche mit Querhaus entstand in den Jahren 1280 bis 1410, wurde aber nie ganz vollendet. Das Kirchenschiff hat eine Länge von 80 Metern, eine Breite von 40 Metern und eine Höhe von 26 Metern.[7]
- St.-Barbara-Kirche: Das Gebäude hat seinen Ursprung im 14. Jahrhundert und wurde zunächst als Synagoge genutzt. 1456 kam es in die Hände der Christen und wurde umfunktioniert. Die einschiffige Kirche besitzt ein gotisches Portal aus dem 14. Jahrhundert, ein Taufbecken aus dem Jahr 1500, ein spätgotisches Gewölbe sowie einen barocken Hochaltar.[8]
- Antoniuskirche: Die gotische Kirche stammt aus dem 15. Jahrhundert. Ihre heutige spätgotische Fassade und die zwei Portale wurden im 16. Jahrhundert hinzugefügt. Der barocke Hauptaltar stammt aus dem 18. Jahrhundert.[9]
- Ehemalige evangelische Kirche: Bestrebungen zum Bau einer evangelischen Kirche in Striegau gehen bis in die Mitte des 17. Jahrhunderts zurück. Der erste Bau stammt aus dem Jahr 1742. Diese wurde wegen Baufälligkeit 1817 abgerissen und 1819 durch die heutige Kirche ersetzt. Diese wurde der Hl. Dreifaltigkeit geweiht.
- Rathaus: Reste des ehemaligen mittelalterlichen Rathauses bildet der erhaltene Marktturm mit gotischem Erdgeschoss. Das heutige Rathaus stammt aus den Jahren 1859/60.[10]
- Der Pfarrhof (ehemalige Johanniter-Kommende), zuletzt 1704 umgebaut
- Ehemalige Karmeliterkirche, Neubau um 1704
- St.-Hedwigs-Kirche, gotisch, um 1460

## Verkehr

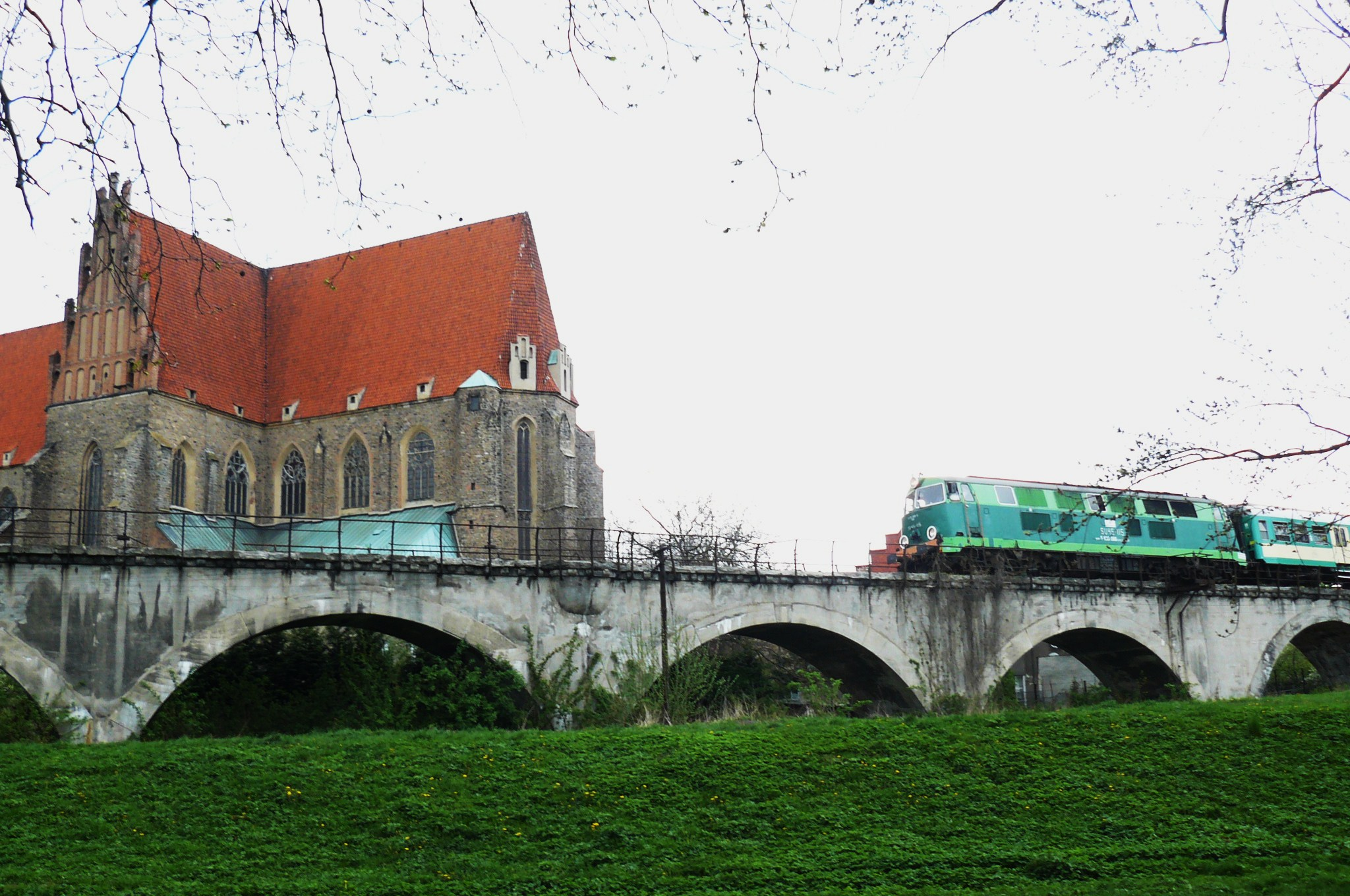
Eisenbahn-Viadukt in der Altstadt

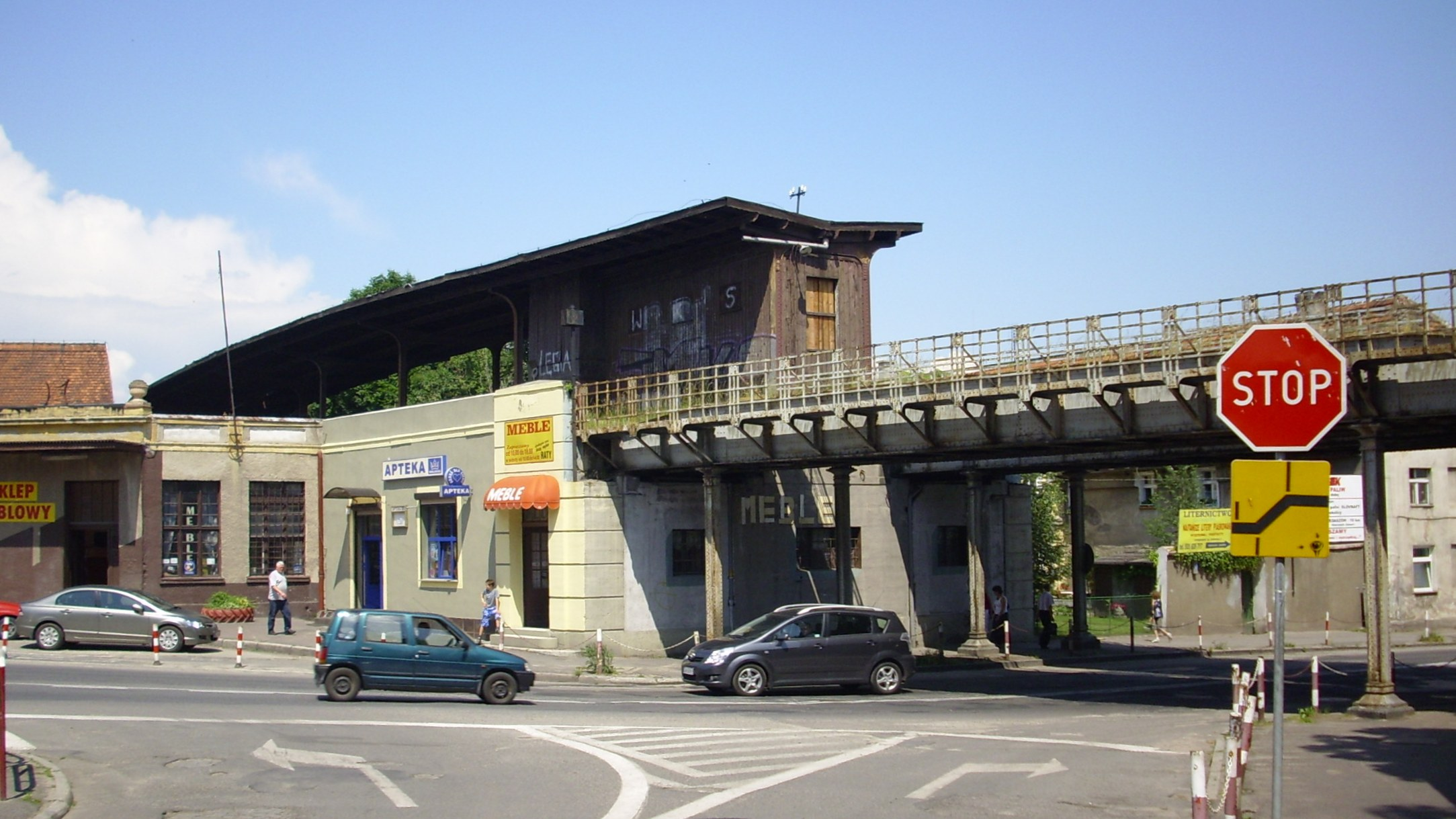
Stillgelegter Bahnhof Strzegom Miasto an der Strecke nach Marciszów

Der Bahnhof Strzegom liegt an der Bahnstrecke Katowice–Legnica, von der kreuzenden Bahnstrecke Malczyce–Marciszów ist nur noch ein kurzer Anschluss zu einem westlich gelegenen Bergwerk in Betrieb.

## Persönlichkeiten

### Söhne und Töchter der Stadt
- David Titius (1619–1679), lutherischer Prediger und Theologe
- Othmar Daniel Zinke (1664–1738), Benediktinerabt
- Johann Christian Günther (1695–1723), deutscher Barockdichter
- Friedrich Wilhelm Lange (1788–1839), evangelischer Geistlicher und Pädagoge
- Paul von Rohrscheidt (1850–1911), Generalmajor
- Friedrich Wilhelm Niepelt (1862–1936), Entomologe und Naturalienhändler
- Gustav Schaefer (1863–nach 1932), Landwirt und Politiker, Mitglied des Preußischen Landtags
- Georg Bartsch (1864–1901), deutscher Kolonialoffizier, der während des Boxeraufstands ermordet wurde
- Raffael Schuster-Woldan (1870–1951), Maler und Professor an der Preußischen Akademie der Künste
- Kurt Hielscher (1881–1948), Fotograf und Schriftsteller
- August Scharnke (1885–1931), Sanitätsoffizier, Hochschullehrer für Psychiatrie
- Hans Christoph Kaergel (1889–1946), Schriftsteller
- Jutta Klamt (1890–1970), Tänzerin, Choreographin, Tanzpädagogin
- Herbert Schauer (1924–1988), Schriftsteller und Fernsehautor
- Domitilla Veith (1928–2014), Benediktinerin, Äbtissin des Klosters Frauenchiemsee
- Roger Loewig (1930–1997), Zeichner, Maler und Dichter
- Gottfried Graustein (1932–2024), deutscher Anglist und Hochschullehrer
- Hans-Georg Koitz (* 1935), emeritierter Bischof von Hildesheim
- Dieter Schneider (1935–2014), deutscher Wirtschaftswissenschaftler, Hochschullehrer
- Burkhard Schaeder (1938–2010), deutscher Germanist
- Ewa Żyła (* 1982), polnische Fußballspielerin

### Söhne und Töchter der Gemeinde
- Rudolf von Seydlitz-Kurzbach (1812–1870), Rittergutsbesitzer und Hofbeamter
- Peter Zvi Malkin (1927–2005), Mossad-Agent, der Adolf Eichmann festnahm

### Mit Striegau verbundene Personen
- Ernst von Salomon (1902–1972) saß in Striegau die Haft für seine Beteiligung am Rathenaumord ab.
- Werner Krusche (1917–2009), evangelischer Theologe und Bischof von Magdeburg, absolvierte seine Gymnasialzeit in Striegau.

## Partnerstädte
- Auerbach/Vogtl., Sachsen
- Pavullo nel Frignano, Italien
- Znojmo, Tschechien

Die Städtepartnerschaft zu  Torgau (Sachsen) wurde im November 2019 von Torgauer Seite gekündigt. Anlass für die Kündigung gab das Verhalten der polnischen Delegation während des Stadtfestes im Oktober. Die Partnerschaft bestand seit 1997.

## Gemeinde
Zur Stadt-und-Land-Gemeinde Strzegom gehören folgende Orte:
- Bartoszówek (Barzdorf)
- Goczałków (Gutschdorf)
- Goczałków Górny (Kohlhöhe)
- Godzieszówek (Günthersdorf)
- Granica (Halbendorf)
- Graniczna (Streit)
- Grochotów (Hoymsberg)
- Jaroszów (Järischau)
- Kostrza (Häslicht)
- Międzyrzecze (Haidau)
- Modlęcin (Ullersdorf)
- Morawa (Muhrau)
- Olszany (Ölse)
- Rogoźnica (Groß Rosen)
- Rusko (Rauske)
- Skarżyce (Grunau)
- Stanowice (Stanowitz, 1937–45: Standorf)
- Stawiska (Teichau)
- Strzegom (Striegau) – Stadt
- Tomkowice (Thomaswaldau)
- Wieśnica (Fehebeutel)
- Żelazów (Eisdorf)
- Źółkiewka (Pilgramshain)